# 엘리테디비시오넨
엘리테디비시오넨(덴마크어: Elitedivisionen)은 덴마크에서 가장 높은 여자 축구 리그이다. 1973년에 설립되었으며, 현재 8개 클럽이 참가한다. 덴마크 축구 연합(DBU)이 주관하며, 하위 리그로는 크빈데 1. 디비시온(Kvinde 1. division)이 있다.

## 진행 방식
엘리테디비시오넨의 정규 시즌은 홈 앤 어웨이 방식의 리그전으로 진행되며 한 팀당 14경기를 치른다. 정규 시즌에서 1위부터 6위까지를 차지한 6개 팀은 챔피언십 라운드로 진출하고 7위부터 8위까지를 차지한 2개 팀은 하위 리그인 크빈데 1. 디비시온에서 1위부터 4위까지를 차지했던 4개 팀과 함께 승강 라운드로 진출한다.
챔피언십 라운드와 승강 라운드 모두 홈 앤 어웨이 방식의 리그전으로 진행되며 한 팀당 10경기를 치른다. 승강 라운드에서 3위부터 6위까지를 차지한 4개 팀은 크빈데 1. 디비시온으로 강등되고, 1위부터 2위까지를 차지한 2개 팀은 엘리테디비시오넨으로 승격되거나 잔류한다. 챔피언십 라운드에서 가장 높은 성적을 기록한 2개 팀은 UEFA 여자 챔피언스리그 본선에 직행한다.

## 2019-20 시즌 참가 팀
- 브뢴뷔 IF (Brøndby IF) - 브뢴뷔 시
- 발레루프-스코울룬데 FB (Ballerup-Skovlunde Fodbold) - 발레루프 시
- FC 노르셸란 (FC Nordsjælland) - 파룸
- FC 튀-티스테드 Q (FC Thy-Thisted Q) - 티스테드
- 포르투나 예링 (Fortuna Hjørring) - 예링
- 콜링Q (KoldingQ) - 콜링
- 오덴세Q (Odense Q) - 오덴세
- IK 스코우바켄 (IK Skovbakken) - 오르후스